# Pseudoxycheila
Pseudoxycheila  (лат.) — род жужелиц (Carabidae) из подсемейства жуков-скакунов (Cicindelinae). Известно около 20 видов.

## Ареал
Неотропика: Южная и Центральная Америка (от Коста-Рики и Панамы южнее до Боливии).

## Описание
Среднего размера жуки-скакуны, длина от 12 до 20 мм. Лабрум длинный, зубчатый (чёрный блестящий). Глаза мелкие. Пронотум примерно равной длины и ширины (или слегка длиннее своей ширины). Основная окраска буровато-чёрная (с голубоватым, зеленоватым или фиолетовым блеском) с двумя желтовато-оранжевыми пятнами на надкрыльях. Макроптерные формы. Быстрые бегуны. Обитатели открытых мест с редкой растительностью. Наиболее активны в дневное время, укрываясь ночью и в холодные дни, или во время сильного дождя. Таксон был впервые выделен в 1839 году французским зоологом Феликсом Эдуардом Герен-Меневиллем на основании типового вида Oxycheila bipustulata (Latreille) (ранее описанного как Cicindela bipustulata Latreille, 1811). Род был ревизован (с описанием более десятка новых для науки видов) в 1997 году итальянским экологом и энтомологом Фабио Кассолой (Fabio Cassola, Рим, Италия).
- Pseudoxycheila andina Cassola, 1997
- Pseudoxycheila angustata Chaudoir, 1865
- Pseudoxycheila atahualpa Cassola, 1997
- Pseudoxycheila aymara Cassola, 1997
- Pseudoxycheila bipustulata (Latreille, 1811)
- Pseudoxycheila caribe Cassola, 1997
- Pseudoxycheila ceratoma Chaudoir, 1865
- Pseudoxycheila chaudoiri Dokhtouroff, 1882
- Pseudoxycheila colombiana Cassola, 1997
- Pseudoxycheila confusa Cassola, 1997
- Pseudoxycheila immaculata W. Horn, 1905
- Pseudoxycheila inca Cassola, 1997
- Pseudoxycheila lateguttata Chaudoir, 1844
- Pseudoxycheila macrocephala Cassola, 1997
- Pseudoxycheila nitidicollis Cassola, 1997
- Pseudoxycheila onorei Cassola, 1997
- Pseudoxycheila oxychiloides W. Horn, 1927
- Pseudoxycheila pearsoni Cassola, 1997
- Pseudoxycheila pseudotarsalis Cassola, 1997
- Pseudoxycheila quechua Cassola, 1997
- Pseudoxycheila tarsalis Bates, 1869
- Pseudoxycheila tucumana Perger & Guerra, 2012[4]